# Кіссей
Кіссей (грец. Κισσέας) — фракійський цар, батько Феано, дружини Антенора.
За однією з версій міфа, Кіссей — батько дружини троянського царя Пріама Гекаби.